# Botho Strauß
Botho Strauß (født 2. december 1944 i Naumburg) er en tysk forfatter af romaner, skuespil og essays.
I 1993 udsendte han essayet Tiltagende bukkesang (tysk: Anschwellender Bocksgesang) i Der Spiegel, der vakte stor opsigt i Tyskland på grund af Strauß' undsigelse af moderniteten, fremskridtsoptimismen og "oplysningshovmodet", som if. Strauß er udtryk for en samfundsmæssig tragedie, der er dømt til undergang. "Bukkesang" er en ordret oversættelse af det græske ord tragedie, τραγῳδία. En dansk oversættelse af teksten er udkommet i tidsskriftet Nomos.
Strauß, der lever i selvvalgt "eksil" på landet, fulgte i 2013 sin modernitetskritik op med essayet Plurimi-faktoren. Bemærkninger om outsideren.
I 1989 modtog han Georg Büchner-prisen.

## Udvalgte værker oversat til dansk
- Tilegnelsen. En fortælling (tysk: Die Widmung, 1977). Oversat af Anneli Høier og Per Øhrgaard. Rosinante, 1982. ISBN 87-7357-012-5
- Kalldewey farce (tysk: Kalldewey Farce, 1981). Oversat af Niels Barfoed. Rosinante, 1983. ISBN 87-7357-024-9
- Par, passerende (tysk: Paare, Passanten, 1981). Oversat af Anneli Høier og Per Øhrgaard. Rosinante, 1983. ISBN 87-7357-031-1
- Den unge mand (tysk: Der junge Mann, 1984). Oversat af Anneli Høier og Per Øhrgaard. Rosinante, 1986. ISBN 87-7357-059-1
- Leve sløve lyve (tysk: Wohnen Dämmern Lügen, 1994). Oversat af Annegret Friedrichsen og Britta Lehfeldt. Munksgaard/Rosinante, 1996. ISBN 87-16-14085-0